# Sîhiv, Strîi
Sîhiv (în ucraineană Сихів) este o comună în raionul Strîi, regiunea Liov, Ucraina, formată numai din satul de reședință.

## Demografie
Componența lingvistică a comunei Sîhiv
     Ucraineană (99,76%)
     Alte limbi (0,24%)
Conform recensământului din 2001, majoritatea populației comunei Sîhiv era vorbitoare de ucraineană (99,76%), existând în minoritate și vorbitori de alte limbi.